# Tartarocreagris ozarkensis
Tartarocreagris ozarkensis är en spindeldjursart som först beskrevs av Clarence Clayton Hoff 1945.  Tartarocreagris ozarkensis ingår i släktet Tartarocreagris och familjen helplåtklokrypare. Inga underarter finns listade i Catalogue of Life.